# 京極高直
京極 高直（きょうごく たかなお）は、丹後国田辺藩の第2代藩主。豊岡藩京極家2代。

## 略歴
初代藩主・京極高三の長男。寛永13年（1636年）、父の死去により跡を継ぐ。正保4年（1647年）、江戸増上寺の普請や江戸城修築などを務めた。承応3年（1654年）、隣藩である宮津藩主の京極高広と国境などをめぐって争う。高広と高直は伯父と甥でありながら仲が悪かった。藩政においては郷村支配の強化に努めている。
寛文3年（1663年）正月7日、田辺にて32歳で死去した。このとき、家臣が5名ほど殉死している。それだけ高直は家臣を大切にしていたのかもしれないが、殉死の習慣が問題視されて幕府から殉死禁止令が出されたのは、高直の死から4ヵ月後のことであった。跡を長男の高盛が継いだ。

## 系譜
- 父：京極高三（1607-1636）
- 母：水野忠清の娘
- 正室：水野忠善の娘
  - 長男：京極高盛（1650-1709）
  - 四男：京極高住（1660-1730） - 京極高盛の養子
- 生母不明の子女
  - 次男：京極高元
  - 三男：京極高門（1658-1721年2月17日） - 高直隠居時に丹後国内で二千石を分知され、旗本寄合となった。本家が但馬国に転封となった際、高門の領地も但馬国に移された[1]。
  - 六男：京極高里 - 兄の高門の養子となったが、病のため本家に戻された。
  - 七男：京極高完
  - 女子：美作国津山藩主森長武正室
  - 他に三女あり